# Чет Бейкър
Чесни (Чет) Хенри Бейкър младши (на английски: Chesney Henry 'Chet' Baker, Jr.) е американски тромпетист, флигорнист и вокал.
Бейкър получава вниманието на критиката, от 1950-те години нататък. Това е валидно за албуми, в които е вокал, като Chet Baker Sings, It Could Happen to You и други. Дейвид Гели, историк на джаз музиката, дава следната оценка на многообещаващата начална кариера на Бейкър: „Джеймс Дийн, Синатра и Бикс, нагънати в едно цяло“. Той печели слава и със своя „широко известен навик да употребява наркотици“, както и често бива вкарван в затвора. Кариерата му бележи нови висини през 70-те и 80-те години.

## Произход и младежки години
Бейкър се ражда и израства в музикално семейство в Йейл, щата Оклахома. Баща му, Чесни Бейкър – старши, е професионален китарист, а майка му Вера (моминска фамилия Моузър) е талантлива пианистка, работеща в парфюмерийната индустрия. Бейкър започва музикалния си път като пее в църковен хор. Баща му го въвежда в семейството на медните инструменти като му подарява тромбон, който се оказва твърде голям и бива заменен от тромпет.
Получава известно музикално образование в гимназията Глендейл Джуниър Хай Скул, но през 1946, когато е на 16 години, е мобилизиран в Армията на Щатите. Той е назначен на служба в Берлин, където влиза в 298-ия армейски бенд. След като напуска армията през 1948 г., отива да учи теория и хармония в Ел Камино Колидж в Лос Анджелис. Напуска по време на втората година и отново се записва в Армията през 1950 г. Става член на Шести армейски бенд в Президио, Сан Франциско, но скоро след това посвещава времето си на санфранцискански джаз клубове като Боп Сити и Блек Хоук. Бейкър отново се уволнява от армията, за да предприеме професионална музикална кариера.

## Филмография
- (1955) Hell's Horizon, by Tom Gries: актьор
- (1959) Audace colpo dei soliti ignoti, by Nanni Loy: музика
- (1960) Howlers in the Dock, by Lucio Fulci: актьор
- (1963) Ore rubate [stolen hours], by Daniel Petrie: музика
- (1963) Tromba Fredda, by Enzo Nasso: актьор и музика
- (1963) Le concerto de la peur, by José Bénazéraf: музика
- (1964) L'enfer dans la peau, by José Bénazéraf: музика
- (1964) Nudi per vivere, by Elio Petri, Giuliano Montaldo and Giulio Questi: музика
- (1988) Let's Get Lost, by Bruce Weber: музика

## За него
- De Valk, Jeroen. Chet Baker: His Life and Music. Berkeley Hills Books, 2000. ISBN 1-893163-13-X. Подобрено и драстично разширено издание: Chet Baker: His Life and Music. Uitgeverij Aspekt, 2017. ISBN 978-94-6153-978-6
- Gavin, James. Deep in a Dream: The Long Night of Chet Baker. New York: Alfred A. Knopf, 2002
- Ruddick, Matthew. Funny Valentine: The Story of Chet Baker. Melrose Books, 2012